# ديفيد بيكر
ديفيد بيكر (26 يوليو 1935 في المملكة المتحدة - ) (بالإنجليزية: David Baker)‏ هو لاعب كريكت بريطاني. لعب مع Kent County Cricket Club ‏ ونادي مقاطعة نوتنغهامشير للكريكت ‏.

## وصلات خارجية
- ديفيد بيكر على موقع إي آس بي آن كريك إنفو (الإنجليزية)